# Ида Пфайфър
Ида Лаура Пфайфър (на немски: Ida Laura Pfeiffer) е австрийска пътешественичка и пътеписец. Тя е една от първите жени пътешественички, а книгите ѝ са преведени на седем езика. Член е на географските дружества в Берлин и в Париж, но не и на Кралското географско дружество в Лондон, защото по това време приносите на жените не се вземат на сериозно.

## Биография
Родена е на 14 октомври 1797 г. във Виена. Баща ѝ е богат търговец. Като малка обича да спортува и физическите упражнения, което е подкрепяно от баща си. Първото ѝ по-дълго пътуване е до Палестина и Египет, когато е на петгодишна възраст. На деветгодишна възраст умира нейният баща. След това майка ѝ я убеждава да започне със свирене на пиано.
На 1 май 1820 г. се омъжва за д-р Марк Антон Пфайфер, адвокат в Лемберг, който е свързан с австрийското правителство и е с 24 години по-възрастен от нея, вдовец с възрастен син. Ида дава уроци по рисуване и музика. През 1831 г. умира майка ѝ, а през 1838 г. – и съпругът ѝ.

## Пътешествия
След като нейните синове порастват и се задомяват, Ида Пфайфър най-накрая успява да изпълни детската си мечта за пътуване по чужди места. Тя пише в „Посещение в Исландия“:
| „ | Когато бях малко дете, вече имах силно желание да видя света. Всеки път, когато срещнах пътнически вагон, неволно спирах и поглеждах след него, докато не изчезне; Дори завиждах на пощальона, защото си мислех, че той трябва да е извърши цялото дълго пътуване на писмата. | “ |

През 1842 г. тя пътува по река Дунав до Черно море и Истанбул. От там продължава до Палестина и Египет, след което се връща у дома през Италия. Пише книга за своето пътуване „Пътуването на една виенчанка до Светите земи“, издадена във Виена през 1843 г. Парите, спечелени от нея, ѝ позволяват да продължи своите пътувания. През 1845 г. заминава за Скандинавия и Исландия, като описва пътешествието си в два тома – „Пътуване до скандинавския север и остров Исландия“, публикувани в Пеща през 1846 г. През 1852 г. е направен превод на английски език.

### Първо околосветско пътешествие
През 1846 г. започва своето първо околосветско пътешествие. Посещава Бразилия, Чили и други страни в Южна Америка, Таити, Китай, Индия, Персия, Османската империя и Гърция. Прибира се във Виена през 1848 г. Пише книга в три тома – „Една жена пътува по света“, издадена във Виена през 1850 г. Същата година е публикуван и превод на английски език в Лондон.

### Второ околосветско пътешествие
През 1851 г. пътува до Англия и Южна Африка. Първоначално иска да достигне до места във вътрешността на континента, но не успява. Продължава към Малайския архипелаг, където прекарва 18 месеца на Зондските острови. Живее сред даяките на остров Борнео и е една от първите европейци, които проучват живота на батаките на остров Суматра и Молукските острови. Продължава към Австралия, след което посещава Калифорния, Орегон в САЩ, Перу, Еквадор и Нова Гренада. Връща се отново на север до Големите езера и оттам се завръща във Виена. Публикува книгата „Моето второ пътуване по света“, публикувана през 1856 г. във Виена, а през 1857 г. е публикуван и преводът ѝ на английски език в Лондон.

### Мадагаскар
През май 1857 г. тръгва на пътешествие до остров Мадагаскар, където е приета от кралица Ранавалона I. Ида Пфайфър, заедно с европейците Жан Лабор и Жан-Франсоа Ламбер, участва в заговор за преврат в полза на престолонаследника принц Ракото (бъдещият крал Радама II). След като научава за това, кралицата гони европейците от Мадагаскар. При пътуването си от Антананариво до крайбрежието се заразява, най-вероятно с малария. Умира на 27 октомври 1858 г. във Виена от усложнение на заболяването. През 1861 г. е издадена посмъртно книга в два тома – „Пътуване до Мадагаскар“, с биография от сина ѝ Оскар Пфайфър.